# Poveda de la Sierra
Poveda de la Sierra es un municipio y localidad española de la provincia de Guadalajara, en la comunidad autónoma de Castilla-La Mancha. El término municipal tiene una población de 105 habitantes (INE 2024).

## Geografía
A mediados del siglo XIX se mencionaba cómo el terreno «comprende en todas direcciones buenos montes pinares y de encina, con otros diferentes árboles y yerbas aromáticas y medicinales».

## Historia
Poveda de la Sierra desde la conquista cristiana hasta el siglo XII perteneció al Común de Villa y Tierra de Cuenca, rigiéndose por su fuero, pasando después a pertenecer al sexmo de la Sierra del Señorío de Molina y bajo el control de la Diócesis de Cuenca. Durante la reforma territorial del siglo XIX, la localidad, como todo el Señorío de Molina, fue asignada a la provincia de Guadalajara.
A mediados del siglo XIX, la villa tenía contabilizada una población de 468 habitantes. Aparece descrita en el decimotercer volumen del Diccionario geográfico-estadístico-histórico de España y sus posesiones de Ultramar de Pascual Madoz de la siguiente manera:

POVEDA DE LA SIERRA: v. con ayunt. en la prov. de Guadalajara (18 leg.), part jud. de Molina (5), aud. terr. de Madrid (28). c. g. de Castilla la Nueva, dióc. de Sigüenza (12). sit. en un pequeño valle, circundada de cerros y combatida principalmente por los vientos N. y O.; su clima es frio. Tiene 136 casas, la consistorial con cárcel, escuela de instruccion primaria frecuentada por 30 alumnos, dotada con 1,500 rs.; una igl. parr. (San Pedro Apóstol) servida por un cura y un sacristan. térm.: confina con los de Taravilla, Peñalén, Valsalobre y Peralejos; dentro de él se encuentra una ermita (Ntra. Sra. de los Remedios) é innumerables fuentes y manantiales de esquisitas aguas: el terreno quebrado y escabroso en su mayor parte, es de inferior calidad; comprende en todas direcciones buenos montes pinares y de encina, con otros diferentes árboles y yerbas aromáticas y medicinales; le baña un riach., cuyo paso facilita un puente antes de desaguar en el Tajo, que pasa al SE. formando el lim. del térm.; hay 2 deh. de pasto con arbolado, si bien este muy destruido. caminos: los locales y el que de Molina dirige á Cuenca, todos en mal estado. correo: se recibe y despacha en la cab. del part. prod.: trigo, cebada, lino, cáñamo, patatas, legumbres, frutas, principalmente guindas, miel, cera y pastos con los que se mantiene ganado lanar, cabrio y vacuno; abunda la caza de perdices, conejos, liebres venados y corzos, y la pesca de truchas. ind.: la agrícola, 2 molinos harineros, 2 batanes, 8 telares de lienzos y paños ordinarios, algunos pelaires y otros de los oficios y artes mecánicas mas indispensables. comercio: esportacion del sobrante de frutos, ganados y lana, que es muy estimada por su buena clase, é importacion de los art. que faltan. pobl.: 136 vec., 468 alm. cap. prod.: 2.750,000 rs. imp.: 165.000. contr.: 8,691.
(Madoz, 1849, p. 182)

## Demografía
Poveda de la Sierra cuenta con una población de 105 habitantes (INE 2024).
| Gráfica de evolución demográfica de Poveda de la Sierra entre 1842 y 2021                                           |
| |
| Población de derecho según los censos de población del INE Población de hecho según los censos de población del INE |

| 171           | 207 | 194 | 179 | 142 | 131 | 112 |
| (Fuente: INE) |     |     |     |     |     |     |

## Fiestas
Las fiestas patronales son en honor a la Virgen de los Remedios y se celebran del 14 al 18 de agosto.
Los Mayos, en que se realizan cánticos por los jóvenes del pueblo.
La fiesta de los Gancheros, considerada de interés turístico regional: Se celebra el primer fin de semana de septiembre, junto a las localidades de Peralejos de las Truchas, Taravilla, Peñalen y Zaorejas, rememorando el oficio de ganchero descrito por el escritor José Luis Sampedro en su libro El río que nos lleva.

## Patrimonio

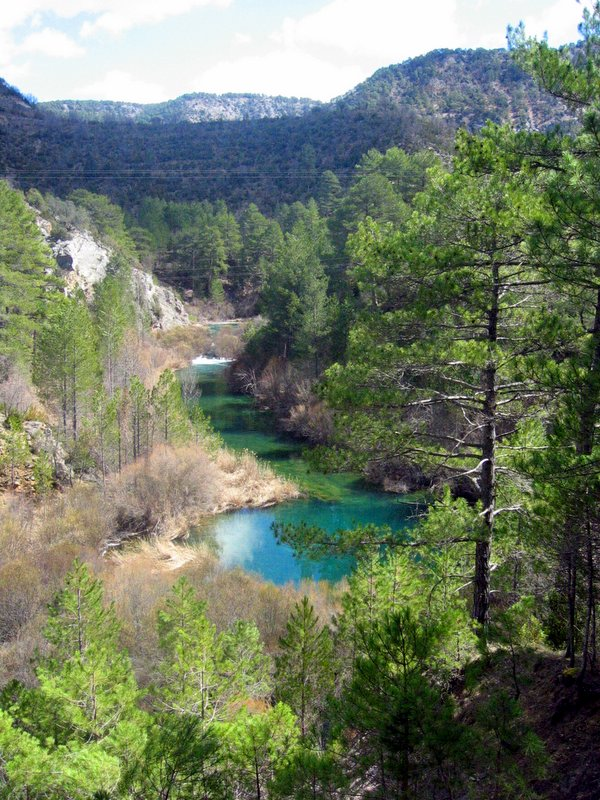
El parque natural del Alto Tajo cerca de Poveda de la Sierra.

- El municipio queda en el extremo sureste del parque natural del Alto Tajo. Al paso del río Tajo por el municipio se encuentra el salto de Poveda, una antigua presa abandonada por donde el agua cae en cascada.
- Igl. de San Pedro

La iglesia parroquial que se encuentra en el centro del pueblo, en lo alto de Pórtico. De estilo rural del siglo XVI y reformada dos veces durante el siglo XX. Del antiguo edificio conserva la espadaña triangular que se levanta sobre el muro de poniente acceso, en el muro meridional, protegido por atrio porticado sobre pilares de madera. Dicha portada está formada por un arco semicircular, con tres arquivoltas baquetonadas, excepto la interna, que es un cancel arqueado. Cargan sobre una imposta que las separa de los capiteles, decorados con animales fantásticos de la mitología medieval, y con detalles vegetales. Y estos a su vez se apoyan en columnas de muy corto fuste.
- La plaza de Felipe Molina está situada en la parte alta de la localidad, con una gran explanada y una gran fuente. Antiguamente albergaba el frontón.
- Hay dos fuentes gemelas, una situada en la plaza Felipe Molina y otra en la calle Real.
- En 2007 se instaló a la entrada a la población una estatua dedicada al ganchero, que recuerda el oficio de muchos povedanos durante siglos anteriores.